# Acrochordonichthys pachyderma
Acrochordonichthys pachyderma — вид риб з роду Acrochordonichthys родини Akysidae ряду сомоподібні.

## Опис
Загальна довжина сягає 14,5 см. Голова велика, сплощена зверху. Очі маленькі. Є 4 пари вусів. Тулуб не сильно витягнутий і високий у спині. Скелет складається з 37 хребців. У спинному плавці є 1 колючий і 5 м'яких променів, в анальному — 9 м'яких променів. Жировий плавець невеличкий, поєднано зі спинним невисоким гребенем. Грудні плавці широкі, задні краї їх шипів гладенькі. Черевні плавці маленькі. У самців статевий сосочок гострокінечний, довгий і тонкий. Хвостовий плавець широкий, виїмка у нього крихітна.
Загальний фон коричневий або темно-коричневий. Краї плавників, окрім грудних, світлі.

## Спосіб життя
Біологія вивчена недостатньо. Є демерсальною рибою. Зустрічається у невеличких водоймах із середньою течією. Тримається піщаного дна, куди заривається вдень. Активна вночі. Живиться дрібними водними безхребетними.

## Розповсюдження
Мешкає в басейнах річок Капуас, Махакам, Кінабатанган на заході о. Калімантан.